# Барбарис боярышниковый
Барбарис боярышниковый (лат. Berberis crataegina) — кустарник, вид рода Барбарис (Berberis) семейства Барбарисовые (Berberidaceae).

## Распространение и экология
В природе ареал вида охватывает Кавказ (восточное и южное Закавказье, Дагестан), Иран и Малую Азию.
Произрастает на сухих склонах.

## Ботаническое описание
Кустарники высотой до 2—3 м. Веточки цилиндрические, буро-пурпурные, голые.
Листья кожистые, продолговатые, па верхушке с шипиками, к основанию клиновидно суженные, длиной до 4 см, цельнокрайные, с ясно заметным сетчатым жилкованием, на бесплодных побегах иногда зубчатые. Колючки простые, у основания расширенные, у плодущих ветвей длиной до 2 см, на стерильных побегах крупнее.
Соцветие — кистевидное, несколько длиннее листьев, 10—20-цветковое
Ягоды эллипсоидальные, пурпурно-чёрные, длиной около 1 см.
Цветёт в апреле. Плодоносит в августе — сентябре.

## Значение и применение
В культуре мало известен.
Заслуживает испытания для укрепления склонов гор. Интересен кожистыми листьями и многоцветковыми кистями.

## Таксономия
Вид Барбарис боярышниковый входит в род Барбарис (Berberis) трибы Барбарисовые (Berberideae) подсемейства Барбарисовые (Berberidoideae) семейства Барбарисовые (Berberidaceae) порядка Лютикоцветные (Ranunculales).
|  |                       |  |                                          |                                          |                           |  | ещё 1 подсемейство (согласно Системе APG II) | ещё 1 подсемейство (согласно Системе APG II) |                                       |  |  |  | ещё 11—14 родов         | ещё 11—14 родов            |  |  |
|  |                       |  |                                          |                                          |                           |  | ещё 1 подсемейство (согласно Системе APG II) | ещё 1 подсемейство (согласно Системе APG II) |                                       |  |  |  | ещё 11—14 родов         | ещё 11—14 родов            |  |  |
|  |                       |  |                                          | семейство Барбарисовые                   |                           |  |                                              |                                              | триба Барбарисовые                    |  |  |  |                         | вид Барбарис боярышниковый |  |  |
|  |                       |  |                                          | семейство Барбарисовые                   |                           |  |                                              |                                              | триба Барбарисовые                    |  |  |  |                         | вид Барбарис боярышниковый |  |  |
|  | порядок Лютикоцветные |  |                                          |                                          | подсемейство Барбарисовые |  |                                              |                                              | род Барбарис                          |  |  |  |                         |                            |  |  |
|  | порядок Лютикоцветные |  |                                          |                                          |                           |  |                                              |                                              |                                       |  |  |  |                         |                            |  |  |
|  |                       |  | ещё 9 семейств (согласно Системе APG II) | ещё 9 семейств (согласно Системе APG II) |                           |  |                                              | ещё 1 триба (согласно Системе APG II)        | ещё 1 триба (согласно Системе APG II) |  |  |  | ещё от 450 до 600 видов |                            |  |  |
|  |                       |  |                                          | ещё 9 семейств (согласно Системе APG II) |                           |  |                                              |                                              | ещё 1 триба (согласно Системе APG II) |  |  |  |                         |                            |  |  |